# Gustav von Quadt-Wyckrath-Hüchtenbruck
 Karl Wilhelm Udo Gustav Freiherr von Quadt-Wyckrath-Hüchtenbruck (* 2. Juli 1867 in Münster; † 30. Juli 1929 in München (beigesetzt in Wernigerode)) war ein preußischer Landrat in den Landkreisen Meisenheim und Ilfeld.

## Leben
Gustav Freiherr von Quadt-Wyckrath-Hüchtenbruck war das vierte von acht Geschwistern des preußischen Regierungspräsidenten Constantin Freiherr von Quadt und Hüchtenbruck (1825–1881) und dessen Ehefrau Luise, geb. von Bodelschwingh (1833–1905), einer Tochter des preußischen Staatsministers Carl von Bodelschwingh.
Nach dem Besuch von Gymnasien in Osnabrück, Oppeln und Gütersloh und der abgelegten Reifeprüfung im Jahr 1886, absolvierte er 1886/89 ein Studium der Rechtswissenschaften in Tübingen, Berlin und Leipzig. Nach der am 1. November 1889 abgelegten Ersten Juristischen Prüfung wurde er am 15. November 1889 zum Gerichtsreferendar ernannt (Vereidigung am 21. November).  Im Anschluss begann er seine Ausbildung bei den Amtsgerichten Gütersloh bzw. Kleve. Ab dem 28. Dezember 1891 als Regierungsreferendar bei der Regierung Merseburg tätig werdend, wechselte er im gleichen Regierungsbezirk am 28. August 1892 in die Bürgermeistereiverwaltung nach Löbejün. Zum 1. April 1894 wechselte er als kommissarischer Amtmann (mit Ernennung zum 18. Januar 1895) nach Preußisch Oldendorf und ferner noch am 3. November 1901 als Regierungsreferendar zur Regierung Magdeburg. Am 20. Februar 1904 wurde er Regierungsassessor, worauf er als Hilfsarbeiter beim Landratsamt Saarbrücken tätig wurde. Nach seiner kommissarischen Ernennung zum Landrat des Kreises Meisenheim am 6. Mai 1907 (definitive Ernennung am 16. Dezember 1907 mit Bestallung vom 27. November 1907) blieb er 10 Jahre lang Landrat dieses Kreises. Am 1. Dezember 1917 wurde er zunächst kommissarischer Landrat des Landkreises Ilfeld, der am 14. Januar 1919 die definitive Ernennung (mit Versetzungserlass ab dem 5. Februar 1919) folgte.

## Familie
Gustav heiratete am 10. Juli 1906 in Hohnhorst bei Eldingen Louise von Hohnhorst (* 26. Juli 1872 in Bergen bei Celle, † 20. Oktober 1935 in Dannenberg an der Elbe), Tochter des Landrats Bruno von Hohnhorst und dessen Ehefrau Eleonore, geb. Freiin Vincke.